# Rewatadhamma Sayadaw
Ctihodný Dr. Rewatadhamma Sayadaw (prosinec 1929 – 24. května 2004) byl světově uznávaný učitel Dhammy, Abhidhammy a meditace všímavosti a vhledu (satipatthána-vipassaná). Přednášel na mnoha předních univerzitách (Oxford, Cambridge, Zurich, Harvard, Columbia, Berkeley, Champagne). Po mnoho let byl viceprezidentem Světové rady buddhistické sanghy (World Buddhist Sangha Council). Od roku 2000 byl nositelem titulu nejvyšší znalec textů (Agga Mahá Pandita), akademických titulů MA. a Ph.D. od roku 1964 respektive 1967.

## Životopis
Narodil se v Barmě roku 1929. Ve dvanácti letech ordinoval a stal se novicem (sámanera), ve dvaceti letech pak mnichem s vyšším svěcením (bhikkhu). Už ve svých 23 letech obdržel nejvyšší titul ve znalosti jazyka páli a o rok později mu prezident republiky udělil titul Sasanadhaja Siripavara Dhammacariya. O tři roky později obdržel státní stipendium a studoval sanskrt, hindí a indickou filozofii na univerzitě v Benaresu (Varanasi), kde v roce 1964 dosáhl titulu MA a o tři roky později Ph.D. Poté zde působil jako univerzitní učitel, stal se hlavním editorem Encyklopedie Buddhistických technických termínů a napsal několik knih v pali a hindí. Za dva svazky komentářů v hindí k dílu Abhidhammattha Sangaha obdržel od Hindí akademie cenu Kalidasa za nejvýznačnější knihu roku, která je doposud jako učebnice užívána na mnoha indických univerzitách.
V roce 1975 přijal pozvání do Anglie a usídlil se v Birminghamu, který se stal jeho základnou pro zbytek života. Inicioval založení Birmingham Buddhist Vihara a byl jejím představeným až do roku 2004, kdy vedení instituce předal svému nástupci ctihodnému Dr. Ottaranyanovi Sayadawi. Z Birminghamu byl zván do mnoha zemí Evropy, USA, Mexika a Brazílie, kde jednak přednášel Dhammu na nejvýznačnějších univerzitách (Oxford, Cambridge, Zurich, Harvard, Columbia, Berkeley, Champagne), jednak vedl intenzivní kurzy meditace všímavosti a vhledu. Po mnoho let byl viceprezidentem Světové rady buddhistické sanghy jakož i zakládajícím členem Mezinárodně angažovaných buddhistů (International Engaged Buddhists; . Aktivně spolupracoval s OSN a Amnesty International s cílem nalézat mír a smíření, především v Asii. Od devadesátých let opakovaně navštěvoval Českou republiku, kde přednášel Dhammu a společně s Dr. Mirko Frýbou vedl kurzy meditace všímavosti a vhledu.

## Publikace
Přestože od devadesátých let opakovaně navštěvoval Českou republiku, dosud nebyla do češtiny přeložena žádná z jeho knih. V angličtině jsou dostupné následující texty:
- A Comprehensive Manual of Abhidhamma (společně s Bhikkhu Bodhi, Buddhist Publication Society, Sri Lanka, 1993)
- The First Discourse of the Buddha (Wisdom Publications, USA, 1997)
- The Buddha and His Disciples (Dhammatalaka Publications, UK, 2001)
- Emptying the Rose-Apple Seat (Triple Gem Publications, USA, 2003)
- The Buddha’s Prescription (Triple Gem Publications, USA, 2005)
- The Process of Consciousness and Matter (editor Dr. Kumarabhivamsa, Aggamahápandita; Triple Gem Publications, USA, 2007)